# Сант'Ањезе (Кампобасо)
Сант'Ањезе је насеље у Италији у округу Кампобасо, региону Молизе.
Према процени из 2011. у насељу је живело 66 становника. Насеље се налази на надморској висини од 656 м.